# Ghiacciaio della Tribolazione
Il ghiacciaio della Tribolazione (Glacier de la Tribulation in francese) è un ghiacciaio che si trova nel massiccio del Gran Paradiso nel versante valdostano.

## Descrizione
È contornato da alte vette: la Testa della Tribolazione (3650 m), la Pointe de la lune (3777 m), la cresta Gastaldi, (3894 m), il Roc (4026 m), il Gran Paradiso (4061 m), il Piccolo Paradiso (3926 m) e la becca di Montandayné (3838 m). Con i suoi 507 ettari di estensione è il più vasto del massiccio. Si trova nell'alta Valnontey, valle laterale della val di Cogne.
Nel 2009 le sue caratteristiche principali erano: lunghezza 3,08 km., esposizione nord-est, inclinazione media 19°, quota massima 3888 metri, quota minima 2759 metri. Nel 1932 la profondità massima del ghiacciaio era di metri 150 e la profondità media era di metri 40.